# 日本放送
日本放送（日语：／ Nippon Hōsō */?）是一家日本广播电台，1954年開播，總部位於東京有樂町，為廣播聯播網「NRN」兩個核心局之一，識別呼號為JOLF、JOLF-FM。現隸屬於富士產經集團旗下。

## 概要

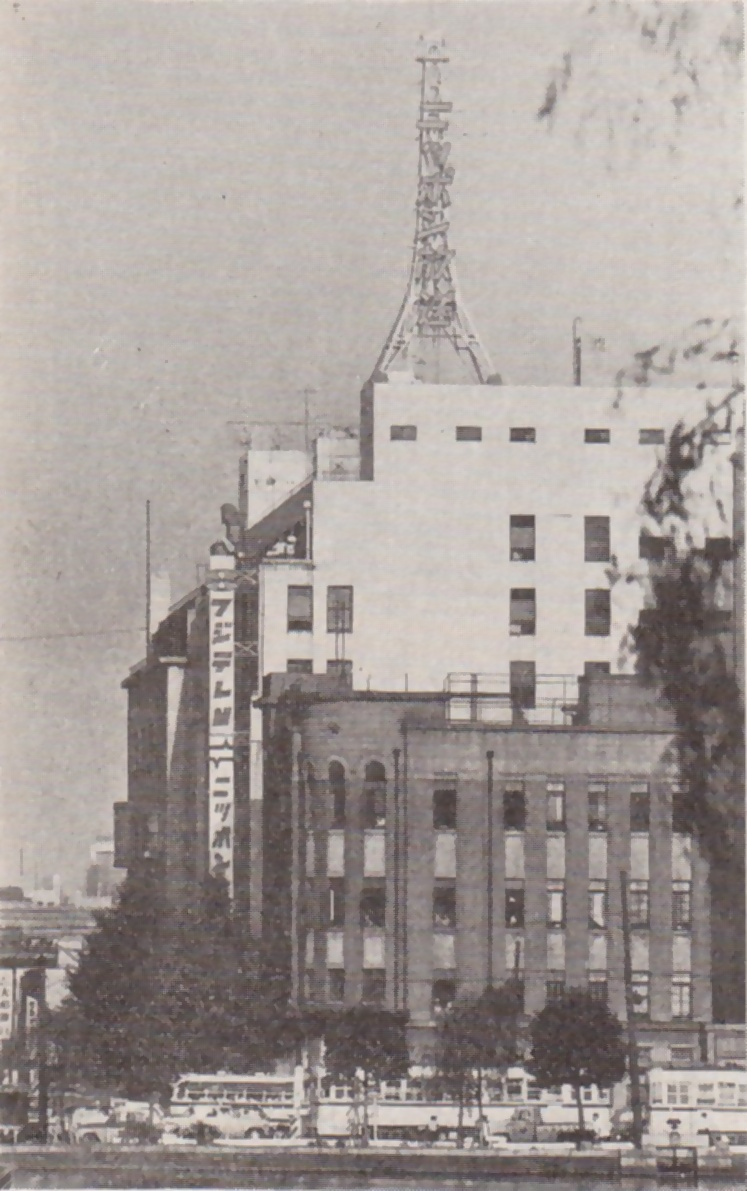
1961年的日本放送總部，與當時富士電視台總部同棟

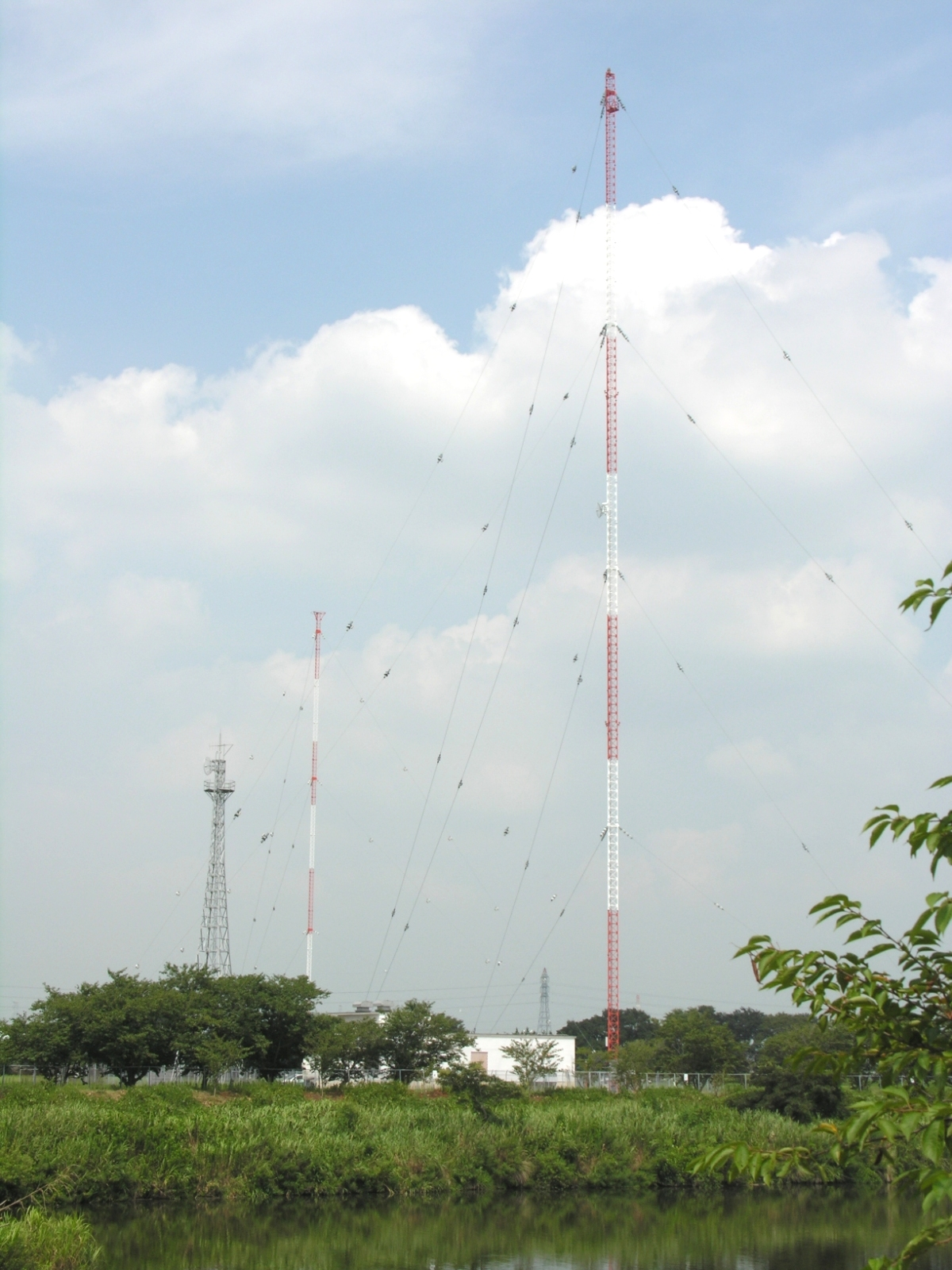
日本放送木更津發射台

日本放送由日本財經業界約200家民間企業集資成立，於1954年7月15日開播，為首都圈第3間開播的民營電台，次於東京電台（ラジオ東京；今TBS電台）與文化放送。1957年11月，與文化放送共同成立富士電視台。1965年5月3日，與文化放送聯合日本全國31家民營電台共同成立廣播聯播網NRN。後來隨著關係企業股權的整合，日本放送成為富士產經集團旗下成員。
日本放送自成立起，便將總部設於東京都有樂町的大樓「糖業會館」，成為該大樓的主要租戶，也因此該大樓的全名為「糖業會館・日本放送總部大樓」（糖業会館・ニッポン放送本社ビル）；做為其關係企業的富士電視台，1959年開播時亦將總部設置於此，至1962年遷入東京都河田町的專用總部大樓為止。由於糖業會館建築老舊需要改建，日本放送從1997年3月24日至2004年9月5日暫時遷移總部至位於東京都台場的富士產經集團大樓，糖業會館改建完成後遷回。
日本放送擁有唱片及音樂CD約23萬枚，數量居日本各民營傳媒之冠（至2012年止）。員工薪水金額在日本各電台中亦屬前段。日本放送亦為日本国内极少数在整週节目开始（即星期一凌晨5時）以前播放国歌《君之代》的民營傳媒机构，目前仅在星期一凌晨设备检修结束后播放。

## 歷史
日本放送於1953年12月23日取得籌設許可，1954年4月23日成立，1954年7月15日開播，播出頻率為AM1242。1957年11月，與文化放送共同成立富士電視台。1965年5月3日，與文化放送聯合日本全國31家民營電台，共同成立廣播聯播網NRN。
1967年10月2日，主持人採每日輪值的深夜帶狀節目《All Night Nippon》（オールナイトニッポン）啟播，後來衍生成一系列以「All Night Nippon」冠名的夜間節目，成為日本深夜廣播節目的重要象徵。1975年起，於每年12月24日中午至隔日中午（橫跨聖誕夜）播出為時24小時的特別直播慈善節目《廣播慈善音樂松》（；字尾的「松」為「馬拉松」之意）。
2005年初，日本放送發生活力門併購事件，引發日本社會矚目。2005年9月1日，日本放送成為富士電視台全資子公司。2005年9月12日，受到活力門併購事件影響，日本放送工會成立。日本放送為與富士電視台（舊公司法人）進行資產整合，於2006年4月1日更名為「日本放送控股株式會社」（株式会社ニッポン放送ホールディングス），同時分割成立新的「株式會社日本放送」接手電台之經營，「日本放送控股株式會社」則於同日併入富士電視台，使原本日本放送所屬的子公司轉移至富士電視台旗下。2008年10月1日，富士電視台的舊公司法人更名為富士媒體控股，日本放送繼續為其旗下的全資子公司。
2015年12月7日下午1時（JST），日本放送的FM補充頻道（暱稱Happy FM 93）開播，頻率為FM93.0。

### 腳註
1. ↑  2017年8月現在、『垣花正 あなたとハッピー!』の「ようこそ有楽町レコード室へ」の冒頭ナレーションでは、23万5千枚と称している。

### 文獻
1. ↑  月刊SD編集部 (编).  . 東京: 鹿島出版会. 1996.
2. ↑  福山雅治のオールナイトニッポンサタデースペシャル・魂のラジオ 2012年7月2日「福山雅治の棚つかnight☆ （页面存档备份，存于）」
3. ↑  清水克彦『ラジオ記者、走る』新潮新書、p31。

## 外部鏈結
- サイト一覧 （页面存档备份，存于） - FM93 AM1242 ニッポン放送（企業官方網站）
- オールナイトニッポン.com ラジオAM1242+FM93 （页面存档备份，存于）
- ニッポン放送的X（前Twitter）（節目資訊）
- ニッポン放送 Nippon Broadcasting System, Inc.的Facebook專頁
- YouTube上的ニッポン放送TV【公式】頻道
- ニッポン放送EVENT （页面存档备份，存于）（活動資訊）
- FUJISANKEI COMMUNICATIONS GROUP （页面存档备份，存于）